# Fenilacetato de metila
Fenilacetato de metila é um composto orgânico que é o éster formado do metanol e ácido fenilacético, com a fórmula estrutural C6H5CH2COOCH3. É um líquido incolor claro que é somente levemente solúvel em água, mas muito solúvel na maioria dos solventes orgânicos.